# Blücherbund
Blücherbund var en högerorienterad, paramilitär grupp i Bayern på 1920-talet. Dess namn härstammar från den preussiska fältmarskalken Gebhard Leberecht von Blücher.
Organisationen grundades den 23 september 1922 som en falang till det paramilitära frikåren Freikorps Oberland.
Kända medlemmar var Ernst Röhm, Arnold Ruge samt Karl Mayr, som samtliga vid olika tillfällen blev medlemmar i NSDAP.